# Iulian Teodosiu
Iulian Robert Teodosiu (Slobozia, 30 de septiembre de 1994) es un deportista rumano que compite en esgrima, especialista en la modalidad de sable.
Ganó tres medallas en el Campeonato Mundial de Esgrima entre los años 2013 y 2022, y una medalla de bronce en el Campeonato Europeo de Esgrima de 2016. En los Juegos Europeos de Bakú 2015 obtuvo una medalla de plata en la prueba por equipos.

## Palmarés internacional
| Campeonato Mundial | Campeonato Mundial      | Campeonato Mundial | Campeonato Mundial |
| Año                | Lugar                   | Medalla            | Prueba             |
| ------------------ | ----------------------- | ------------------ | ------------------ |
| 2013               | Budapest (Hungría)      | Medalla de plata   | Sable por equipos  |
| 2016               | Río de Janeiro (Brasil) | Medalla de bronce  | Sable por equipos  |
| 2022               | El Cairo (Egipto)       | Medalla de bronce  | Sable individual   |
| Juegos Europeos    |                         |                    |                    |
| Año                | Lugar                   | Medalla            | Prueba             |
| 2015               | Bakú (Azerbaiyán)       | Medalla de plata   | Sable por equipos  |
| Campeonato Europeo |                         |                    |                    |
| Año                | Lugar                   | Medalla            | Prueba             |
| 2016               | Toruń (Polonia)         | Medalla de bronce  | Sable por equipos  |